# Automolis paremphares
Automolis paremphares är en fjärilsart som beskrevs av Holland 1893. Automolis paremphares ingår i släktet Automolis och familjen björnspinnare. Inga underarter finns listade i Catalogue of Life.